# 566
Évszázadok: 5. század – 6. század – 7. század
Évtizedek: 510-es évek – 520-as évek – 530-as évek – 540-es évek – 550-es évek – 560-as évek – 570-es évek – 580-as évek – 590-es évek – 600-as évek – 610-es évek
Évek: 561 – 562 – 563 – 564 –  565 – 566 – 567 – 568 – 569 – 570 – 571

## Események
- Cunimund gepida király segítséget kér II. Iusztinosz császártól a longobárdok ellen, cserébe felajánlja Sirmium városát. A császár veje, Baduariosz vezetésével sereget küld, amely legyőzi a longobárdokat; azonban a gepidák nem adják át Sirmiumot. Alboin longobárd király az avaroktól kér segítséget, akik kemény feltételeket támasztanak: a longobárdok marháinak felét és a hadizsákmány felét kérik, valamint győzelem esetén a gepidák összes földjét.
- Iusztinosz császár Egyiptomba száműzi szintén Iusztinosz nevű rokonát, aki potenciális trónkövetelő lehet. Ott kinevezik a provincia kormányzójává, de aztán álmában meggyilkolják (állítólag Szophia császárné utasítására), fejét pedig elküldik a császárnak.

### Európa
- Az avarok Austrasiában portyáznak és legyőzik I. Sigebert frank királyt, aki csak jelentős összeg fizetésével tudja elkerülni, hogy fogságukba essen.
- Az itáliai Venantius Fortunatus megérkezik Metzbe, ahol Sigebert király udvari költőjévé válik.

### Kína
- 44 éves korában megbetegszik és meghal a Csen-dinasztia császára, Ven. Utóda 12 éves fia, Csen Po-cung, aki a Fej uralkodói nevet veszi fel. Az állam ügyeit az apja által felállított régenstanács intézi helyette.

### India
- Meghal I. Pulakesin, a Csálukja-dinasztia alapítója. Utóda fia, I. Kirttvarman.

## Születések
- Tang Kaocu-ti, a kínai Tang-dinasztia alapítója

## Halálozások
- I. Pulakesin, a Csálukja-dinasztia királya
- Csen Ven-ti, a Csen-dinasztia császára

## Fordítás
- Ez a szócikk részben vagy egészben  a(z)   566 című angol Wikipédia-szócikk ezen változatának fordításán alapul.  Az eredeti cikk szerkesztőit annak laptörténete sorolja fel. Ez a jelzés csupán a megfogalmazás eredetét és a szerzői jogokat jelzi, nem szolgál a cikkben szereplő információk forrásmegjelöléseként.